# Wetteraukreis
Wetteraukreis is een Landkreis in de Duitse deelstaat Hessen. Kreisstadt is de stad Friedberg. De Landkreis telt 310.353 inwoners (31 december 2020) op een oppervlakte van 1.100,69 km². De naam is ontleend aan de streek Wetterau. Op 31 december 2020 had 14,55% van de inwoners een niet-Duits staatsburgerschap (45.155 niet-Duitsers) en hadden 300 inwoners het Nederlandse staatsburgerschap.

## Steden en gemeenten
De volgende steden en gemeenten liggen in de Landkreis (inwoners op 31-12-2006):
| Steden 1. Bad Nauheim (30.929) 2. Bad Vilbel (31.117) 3. Büdingen (21.438) 4. Butzbach (25.219) 5. Florstadt (8.781) 6. Friedberg (Hessen) (27.727) 7. Gedern (7.796) 8. Karben (21.754) 9. Münzenberg (5.634) 10. Nidda (18.069) 11. Niddatal (9.105) 12. Ortenberg (9.212) 13. Reichelsheim (Wetterau) (6.836) 14. Rosbach v.d. Höhe (11.898) | Gemeenten 1. Altenstadt (12.041) 2. Echzell (5.898) 3. Glauburg (3.178) 4. Hirzenhain (2.911) 5. Kefenrod (2.985) 6. Limeshain (5.417) 7. Ober-Mörlen (5.970) 8. Ranstadt (4.971) 9. Rockenberg (3.975) 10. Wölfersheim (9.798) 11. Wöllstadt (6.266) |

Bergstraße · Darmstadt · Darmstadt-Dieburg · Frankfurt am Main · Fulda · Gießen · Groß-Gerau · Hersfeld-Rotenburg · Hochtaunuskreis · Kassel (stad) · Landkreis Kassel · Lahn-Dill-Kreis · Limburg-Weilburg · Main-Kinzig-Kreis · Main-Taunus-Kreis · Marburg-Biedenkopf · Odenwaldkreis · Offenbach am Main · Landkreis Offenbach · Rheingau-Taunus-Kreis · Schwalm-Eder-Kreis · Vogelsbergkreis · Waldeck-Frankenberg · Werra-Meißner-Kreis · Wetteraukreis · Wiesbaden
Altenstadt ·
Bad Nauheim ·
Bad Vilbel ·
Büdingen ·
Butzbach ·
Echzell ·
Florstadt ·
Friedberg (Hessen) ·
Gedern ·
Glauburg ·
Hirzenhain ·
Karben ·
Kefenrod ·
Limeshain ·
Münzenberg ·
Nidda ·
Niddatal ·
Ober-Mörlen ·
Ortenberg ·
Ranstadt ·
Reichelsheim (Wetterau) ·
Rockenberg ·
Rosbach v.d. Höhe ·
Wölfersheim ·
Wöllstadt